# しらこばと橋
しらこばと橋（しらこばとばし）は、埼玉県越谷市東越谷と相模町の間を流れる元荒川と瓦曽根溜井（逆川）に架かる埼玉県道115号越谷八潮線の道路橋である。

## 概要
本橋に平行する埼玉県道49号足立越谷線の渋滞緩和と、新4号バイパス方面及び八潮市（首都高速道路）方面とのアクセス強化を目的とした都市計画道路八潮越谷線の一部として1993年（平成5年）に本橋が架橋された。また、埼玉県の第二次緊急輸送道路に指定されている。県東部としては初の斜張橋である。橋は県および市の鳥である向かい合った2羽のシラコバトが、大空に向かって飛び立つ様子をモチーフとしている。主塔から放射状に延びるケーブルを鳥の羽に見立てている。市のランドマークのひとつであり、夜間は橋のライトアップも実施されている。

### 橋の諸元
- 道路区分：一般県道（埼玉県道115号越谷八潮線）
- 橋長：145.1 m
- 総幅員：14.2 m（橋脚部:17.8 m）
- 有効幅員：13.0 m（車道7.0 m、歩道2.5 m×2）、（橋脚部:17.0 m（車道7.0 m、歩道5.0 m×2））
- 支間割：63.2 m+80.9 m
- 形式：斜張橋
- 完成：1993年（平成5年）[5]
- 開通：1994年（平成6年）11月30日[1]
- 管理者：埼玉県（担当事務所：埼玉県越谷県土整備事務所）
- 車道：片側1車線

## 歴史
橋は県が事業主体となり国からの補助を受けて1980年（昭和55年）度より事業着手された。橋種は当地が建設省（現国土交通省）の「ふるさとの川モデル事業」の指定を受けていることのほか、県や市の鳥であるシラコバトのイメージや、水郷・越谷の景観を重視したことから鋼斜張橋が採用された。10本ずつある白いケーブルはフッ素樹脂加工が施されている。橋は1994年（平成6年）11月30日に開通した。橋の総延長は310メートルで、橋を含んだ事業区間は720メートルである。総工費は約21億円であった。開通式は橋上にてテープカットやくす玉開被のほか、地元の2組の三世代夫婦による渡り初めも行われ、土屋知事や越谷市長も橋を往復して開通を祝った。この橋の開通により市役所付近の渋滞が緩和された。橋の塗色は開通当初は白色であったが、2014年12月に塗装工事が行なわれ、淡い水色に塗り直されている。施工はオオクマ塗装が行なった。

## 周辺
- 瓦曽根堰
- 流通団地
- 東越谷ボタン公園
- 越谷市役所
- 越谷市中央市民会館
- 越谷駅（東武伊勢崎線〈東武スカイツリーライン〉）
- 埼玉県越谷合同庁舎
- 越谷市立西方小学校

## 隣の橋
- 元荒川

新平和橋 - しらこばと橋 - 不動橋